# Công viên Tuổi Trẻ
Công viên Tuổi Trẻ, là một trong những công viên lớn tại Hà Nội thuộc địa phận phường Thanh Nhàn (quận Hai Bà Trưng), là một trong 9 công trình trọng điểm của Thành phố Hà Nội. Theo quy hoạch chi tiết, Công viên Tuổi trẻ có tổng diện tích mặt bằng khoảng 26,43 ha, phía Bắc giáp đường Trần Khát Chân, phía Nam giáp đường Thanh Nhàn, phía Đông giáp đường Kim Ngưu, phía Tây giáp đường Võ Thị Sáu.
Công viên Tuổi trẻ và khu vực lân cận (phố Võ Thị Sáu, phố Thanh Nhàn) đã và đang tồn tại hàng loạt sai phạm chiếm dụng trái phép hành lang giao thông và các diện tích công cộng của người dân (công viên, vỉa hè, lòng đường) để trục lợi. Hậu quả các công trình và hành vi bất hợp pháp này gây mất mỹ quan đô thị, cản trở giao thông, ô nhiễm môi trường, phá vỡ quy hoạch chung và thu hẹp không gian sinh hoạt công cộng. Tình trạng xảy ra ở mức độ nghiêm trọng và kéo dài khiến người dân, báo chí, dư luận bất bình, bức xúc, kiến nghị, phản ánh ròng rã suốt hơn 10 năm nhưng chính quyền thành phố Hà Nội, quận Hai Bà Trưng và phường Thanh Nhàn dù đã nhiều lần hứa hẹn song vẫn cố tình làm ngơ không xử lý dứt điểm. Các hoạt động vi phạm vẫn tiếp tục được duy trì kéo dài để trục lợi, xâm hại lợi ích của cộng đồng trong nhiều năm trời. Hiện tại, những đối tượng cán bộ quản lý và tổ chức, cá nhân vi phạm vẫn cấu kết nhau, thách thức dư luận, coi thường pháp luật và chưa bị xử lý. Tháng 11/2024, công viên được hạ rào và lát lại vỉa hè, tạo không gian thoáng đãng hơn. Tuy nhiên, các hạng mục bên trong công viên vẫn xuống cấp, đồng thời các đối tượng vẫn tiếp tục cấu kết nhau xâm phạm công viên và khu vực lân cận.

## Giới thiệu
Nằm ở vị trí chính giữa quận Hai Bà Trưng, Hà Nội, công viên Tuổi Trẻ là một công trình mới và là niềm tự hào của giới trẻ thủ đô. 
Cổng chính công viên nằm trên đường Võ Thị Sáu, Công viên được xây dựng từ bãi đất công bỏ hoang hóa lâu ngày, lấy tâm là hồ Thanh Nhàn. Từ lúc được đưa vào hoạt động, công viên Tuổi Trẻ đã từng bước hoàn thiện và nhanh chóng trở thành điểm lựa chọn của người dân Hà Nội trong các dịp vui chơi và trong thời gian rảnh rỗi, thư giãn.

## Lịch sử
Trước đây toàn bộ khuôn viên của Công viên tuổi trẻ (đã nằm trong quy hoạch từ lâu) bao gồm các bãi đất hoang, các nhà dân lấn chiếm hay người ta hay nhắc đến với tên gọi Xóm liều Thanh Nhàn. Bắt đầu từ năm 1998, theo chỉ đạo chính quyền thành phố Hà nội, đoàn thanh niên CS và hội thanh niên thành phố Hà Nội đã ra quân phát quang từng bụi rậm, làm sạch từng miếng đất nhỏ. Với sức mạnh và nhiêt huyết của tuổi trẻ, thanh niên Hà Nội đã biến một mảnh đất bỏ hoang trở thành công viên, góp thêm cho người dân Hà Nội một sân chơi và cũng góp phần dẹp bỏ tệ nạn xã hội từ lâu nhức nhối tại khu vực này. Chính vì vậy, khi đưa công trình vào phục vụ nhân dân, chính quyền và người dân Hà Nội đã nhất trí lấy tên công viên là "công viên Tuổi Trẻ để ghi nhớ công sức và lòng nhiệt thành của thanh niên thủ đô".
Hiện nay, thành phố đang có nhưng dự án lớn hơn cho công viên Tuổi Trẻ nhằm biến công viên này không chỉ là một công viên cây xanh đơn thuần với tác dụng điều hòa mà còn là một khu vui chơi giải trí hấp dẫn.

## Sai phạm
Hiện tại, khu vực công viên Tuổi trẻ đang xuống cấp trầm trọng và tồn tại hàng loạt sai phạm không bị xử lý kéo dài trong hơn 10 năm. Khu vui chơi giải trí của công viên với nhiều công trình, thiết bị được đầu tư gần 1.000 tỷ đồng như hệ thống ống trượt, máng trượt nước, vòng đu quay khổng lồ đang rơi vào cảnh hoang tàn, đổ nát, rỉ sét do không được duy tu bảo dưỡng, nguy cơ đổ sập bất cứ lúc nào gây nguy hiểm đến tính mạng người dân vào thể dục, vui chơi. Hàng loạt công trình vi phạm vô tư chiếm dụng, sử dụng sai mục đích và công khai hoạt động trên các ô đất vốn được quy hoạch làm khu vườn hoa, cây xanh, sân tập thể thao công cộng nhưng không bị chính quyền tại đây xử lý:
- Giữa lòng công viên mọc lên nhiều công trình sai phép: nhà hàng kinh doanh dịch vụ tiệc cưới (Queen Bee, Cung Xuân...), quán cafe, nhà hàng nổi kinh doanh karaoke, khu cho thuê sân tennis, cho thuê sân bóng đá mini, phòng tập gym...
- 03 bãi trông giữ xe ôtô quy mô lớn hiện vẫn hoạt động trái phép trên diện tích đã được Quận Hai Bà Trưng phê duyệt làm quy hoạch đất cây xanh, thảm cỏ (giấy phép đã hết hạn vào ngày 31/12/2015).[9][10][11]
- Khu đất phía Tây Bắc của Công viên giáp đường Võ Thị Sáu: Hiện đang bị 17 hộ gia đình chiếm dụng trái phép để dựng nhà hoạt động nhà hàng, quán ăn, cửa hàng rửa xe... Trong đó có 10 cửa hàng chiếm dụng đất dựng nhà trái phép hoạt động dịch vụ rửa xe, thường xuyên xả thẳng nước thải bùn đất ra vỉa hè lòng đường, khiến đoạn đường này luôn trong tình trạng đọng nước nhếch nhác, lầy lội gây trơn trượt, làm tắc hệ thống rãnh thoát nước. Vỉa hè, lòng đường bị xuống cấp nghiêm trọng, bị chiếm dụng không còn lối cho người đi bộ đồng thời nhiều ô tô ra vào rửa xe, dừng đỗ tùy tiện gây cản trở, ách tắc giao thông vào giờ cao điểm.[12][13]
- Công viên Tuổi trẻ còn nhiều lần bị biến thành nơi tập kết gỗ của Công ty TNHH MTV Cây xanh Hà Nội. Hàng trăm khúc gỗ lớn được Công ty này chặt hạ trong mùa mưa bão trên nhiều tuyến phố đem đến tập kết giữa lòng công viên và bị bỏ bê, phơi mưa nắng trong thời gian dài không di dời, xử lý nên bị ẩm mốc, mục nát và hư hỏng, hình thành và phát triển các ổ mối mọt. Các đống gỗ lớn mục nát gây chiếm dụng diện tích sinh hoạt của người dân khu vực đồng thời tiềm ẩn nhiều nguy cơ về ô nhiễm, dịch hại, tai nạn và hỏa hoạn.[14][15][16]

## Công tác quản lý và xử lý vi phạm
Công viên Tuổi trẻ đã 3 lần có quyết định đổi chủ quản lý, những sai phạm diễn ra công khai trong nhiều năm, các cấp quản lý nhiều lần hứa và đưa ra thời hạn nhưng tới nay vẫn không được xử lý:
- Năm 1995: Công viên Tuổi trẻ được Thành phố Hà Nội giao cho Công ty Thương mại Đầu tư và phát triển Hà Nội quản lý.
- Từ Năm 2004: Chuyển chủ quản lý cho Công ty Đầu tư và dịch vụ Tuổi trẻ Hà Nội.
- Năm 2012: Sở Quy hoạch - Kiến trúc đã có văn bản số 2800/QHKT-P2, P7 ngày 20/9/2012, chỉ ra cụ thể 08 công trình sai phạm bao gồm:

1. Nhà hàng Queen Bee,
2. Khu nhà văn phòng công ty,
3. 12 Sân tennis (4 sân phải dỡ bỏ mái che, 8 sân ngoài trời sai quy hoạch),
4. 3 sân bóng đá mini,
5. Tầng hầm công trình sân tennis có mái che 1.500 chỗ,
6. Tầng hầm nhà hát ngoài trời có mái che (cung Tân Xuân),
7. Khu đất giáp đường Võ Thị Sáu tại góc phía Tây Bắc Công viên,
8. Phần diện tích đất UBND quận Hai Bà Trưng đã GPMB hiện đang khai thác 03 bãi trông giữ xe ô tô.[18]

- Tháng 9/2012, Phó chủ tịch UBND Thành phố Hà Nội Nguyễn Văn Khôi đã yêu cầu UBND quận Hai Bà Trưng xử lý triệt để 8 công trình vi phạm, thời hạn trước 30/11/2012. Tuy nhiên quá hạn trên, các công trình này vẫn án binh bất động nên đã trở thành chủ đề chất vấn tại Hội đồng nhân dân Thành phố Hà Nội. Ngày 5/12/2012 trước đại biểu HĐND, Giám đốc Sở Xây dựng Nguyễn Thế Hùng hứa trong quý I/2013 sẽ hoàn thành nhiệm vụ xử lý triệt để các sai phạm. Tuy nhiên đến ngày 22/3/2013 (9 ngày trước hạn chót), hầu hết các công trình sai phạm trong danh sách bị tháo dỡ vẫn hoạt động nhộn nhịp.[19][20].
- Tháng 7/2015, Ông Nguyễn Thế Thảo (Chủ tịch UBND Thành phố Hà Nội) đã có văn bản chỉ đạo: "Sở Xây dựng khẩn trương xử lý dứt điểm toàn bộ vi phạm trật tự xây dựng tại công viên Tuổi trẻ và chịu trách nhiệm trước thành phố về tiến độ, kết quả xử lý. Hoàn thành trong tháng 8/2015". Tuy nhiên, các sai phạm vẫn không được xử lý.[10]

Các sai phạm tại Công viên Tuổi trẻ sau đó được Sở xây dựng và các đơn vị iên quan đặt ra hạn phải được xử lý trước ngày 15/9/2015. Tuy nhiên, tới tháng 10/2015 thì các công trình sai phạm vẫn còn nguyên vẹn. Theo báo Thanh tra, phóng viên báo đã hai lần đặt lịch làm việc bằng văn bản với ông Nguyễn Văn Hiếu - Chủ tịch UBND quận Hai Bà Trưng, nhưng cả hai lần đều bị từ chối và chuyển nội dung làm việc cho Đội thanh tra xây dựng quận.
- Năm 2017: UBND Thành phố Hà Nội ban hành quyết định 1702/UBND-KT về việc chuyển giao Công viên Tuổi trẻ cho Công ty TNHH MTV Công viên cây xanh Hà Nội tiếp quản. Giao Sở Xây dựng phối hợp với UBND quận Hai Bà Trưng và các đơn vị có liên quan tổ chức xử lý dứt điểm toàn bộ vi phạm trật tự xây dựng tại Công viên Tuổi trẻ Thủ đô và chịu trách nhiệm trước UBND Thành phố về tiến độ, kết quả xử lý.[22].
- Tuy nhiên từ năm 2017 đến đầu năm 2019, Công ty ĐT và DV Tuổi trẻ Hà Nội vẫn chưa thực hiện thủ tục phá sản và vẫn quản lý Công viên Tuổi trẻ. Trong khi đại diện Công ty Cây xanh thì cho rằng: "Không thể làm được do Công viên ĐT và DV Tuổi Trẻ đang có quá nhiều khoản nợ xấu kéo dài, cùng với hàng loạt vi phạm quy định về trật tự xây dựng qua nhiều năm không được xử lý dứt điểm (!)[23].

Ngày 12/04/2018, UBND Thành phố Hà Nội cho biết qua kiểm tra, thanh tra đã phát hiện 28 hạng mục đầu tư xây dựng trong dự án này có dấu hiệu sai phạm và đã chuyển vụ việc sang cho Công an Hà Nội điều tra để xử lý.
- Tháng 04/2019, Hà Nội đã ra quyết định kiểm điểm và kỷ luật 21 cán bộ từ quận đến phường qua các thời kỳ liên quan đến vi phạm trật tự xây dựng tại Công viên Tuổi trẻ, trong đó có ông Nguyễn Hoàng Linh - Chủ tịch UBND phường Thanh Nhàn (đương nhiệm 2019), ông Nguyễn Tiến Hải - Chủ tịch phường Thanh Nhàn (nhiệm kỳ 2010 - 2014), ông Nguyễn Vinh Quang - Đội trưởng Đội Thanh tra xây dựng quận Hai Bà Trưng...[25]

Cuối tháng 3/2019, Phường Thanh Nhàn cho biết UBND Thành phố Hà Nội chuẩn bị thanh tra đồng loạt toàn bộ công viên Tuổi trẻ, gồm tất cả từ việc xuống cấp và những sai phạm.
- Tháng 8/2019, tại hội nghị giao ban UBND Thành phố Hà Nội, Chủ tịch UBND Thành phố Hà Nội Nguyễn Đức Chung chỉ đạo yêu cầu Sở xây dựng và UBND quận Hai Bà Trưng dứt khoát phải giải tỏa, cưỡng chế các công trình vi phạm tại Công viên Tuổi trẻ trong quý 4/2019. Sau cưỡng chế phải trồng thêm cây và tạo công viên mở rộng rãi để phục vụ nhân dân.[27]
- Ngày 20 tháng 12/2019, cơ quan chức năng đã tiến hành quây rào để chuẩn bị cưỡng chế. 2 bãi xe hoạt động bên trong công viên, 2 sân bóng đá, 2 sân tenis bị đình chỉ tuyệt đối; 18 hộ dân lấn chiếm đất của 24 hộ đã giải phóng mặt bằng ở đường Võ Thị Sáu - phía Tây Bắc Công viên cũng hoàn tất kế hoạch giải tỏa. Quận Hai Bà Trưng nói rằng sau thời gian tuyên truyền vận động, nếu các tổ chức, cá nhân không tự giác tháo dỡ, quận cương quyết tổ chức cưỡng chế. Phường Thanh Nhàn dự kiến trong tháng 12/2019 sẽ cơ bản hoàn tất giải tỏa, tháo dỡ, thu hồi các hạng mục vi phạm.[28][29][30]

## Báo chí, dư luận và ý kiến
- Đã có hàng trăm bài báo viết về những sai phạm tại Công viên tuổi trẻ, cùng với sự bức xúc của người dân và cử tri qua nhiều kỳ họp chất vấn nhưng những sai phạm kéo dài chục năm vẫn chưa được xử lý[23][31].
- Báo Dân trí có loạt bài điều tra, quyết liệt phản ánh sự việc, có hàng trăm độc giả đã đưa ra ý kiến trao đổi bày tỏ thái độ bức xúc: "Một người dân bình thường không thể vào "xẻ thịt" Công viên Tuổi trẻ được. Cơ quan chức năng Thành phố Hà Nội phải vào cuộc làm rõ ai là người buông lỏng quản lý, ai là người ký cho "xẻ thịt" đất công viên?"; "Ai đang thụ hưởng tiền thuê hàng tháng của các doanh nghiệp này? Đếm sơ sơ cũng không ít đâu, trong thời gian dài cũng thành gia tài kha khá đấy chứ!"; "Tại sao không xử lý những người đã cho phép hoặc làm ngơ cho công viên bị xẻ thịt?"; "Đề nghị cách chức giám đốc Công Viên Tuổi trẻ, xem xét trách nhiệm Chủ tịch Phường, Chủ tịch Quận, thu hồi lại những mảnh đất đã bị dân lấn chiếm. Sự việc rõ như ban ngày cần gì phải bàn nhiều làm gì? Trả lại đất, trồng cây để nhân dân lấy chỗ vui chơi, không khí thoáng đãng!"...[32]
- Tại cuộc họp Hội đồng nhân dân Thành phố Hà Nội 2012, trước bức xúc của nhiều cử tri, đại diện lãnh đạo Sở Xây dựng Hà Nội thừa nhận[23]: "Nguyên nhân sai phạm là Công ty Đầu tư và Dịch vụ Tuổi Trẻ không đủ năng lực, yếu kém trong quản lý. UBND quận Hai Bà Trưng lại chưa sát sao xử lý vi phạm trật tự xây dựng". Lãnh đạo Sở Xây dựng Hà Nội đã từng hứa sẽ xử lý dứt điểm các công trình sai phạm ngay trong quý 1/2013!

Tiếp theo, trong nhiều kỳ họp HĐND thành phố, trả lời đại biểu và PV báo chí, không ít vị đại diện UBND thành phố và Sở Xây dựng, quận Hai Bà Trưng khẳng định "sẽ sớm xử lý" nhưng rồi đâu lại vào đấy, sai phạm chồng lên sai phạm."